# 초조본 유가사지론 권32
초조본 유가사지론 권32(初雕本 瑜伽師地論 卷三十二)는 서울특별시 용산구 국립중앙박물관에 있는 고려시대의 목판본 불경이다. 
1992년 4월 20일 대한민국의 국보 제272호 초조본유가사지론<권제32>(初雕本瑜伽師地論<卷第三十二>)으로 지정되었다가, 2010년 8월 25일 현재의 명칭으로 변경되었다.

## 개요
『유가사지론』은 인도의 미륵보살이 지은 글을 당나라의 현장(602∼664)이 번역하여 천자문의 순서대로 100권을 수록한 것으로, 11세기에 간행한 초조대장경 가운데 하나이다. 이것은 100권 가운데 제32권으로, 처음 새긴 본이다. 종이질은 닥나무종이이고 크기가가 가로 44.8㎝, 세로 28.8㎝이다.
이 판본은 해인사에서 보관하고 있는 재조대장경 판본과 비교해 보면 판수제와 권, 장, 함차 표시의 위치가 다르다. 장차(張次)표시가 처음 새긴 본에는 ‘장(丈)’으로 되어있으나, 다시 새긴 본에는 ‘장(張)’으로 되어있고, 처음 새긴 본에는 권말의 간기가 생략되어 있으나, 다시 새긴 본에는 있다. 또한 처음 새긴 본에는 빠진 획이 나타나는데, 다시 새긴 본에서는 찾아볼 수 없다.

## 참고 자료
- 초조본 유가사지론 권32 - 국가유산청 국가유산포털